# Terre du roi Christian X
Ne doit pas être confondu avec Région du roi Christian IX.
La terre du Roi Christian X (en danois : Kong Christian X Land) est une région du nord-est du Groenland.

## Histoire
Le toponyme terre du Roi Christian X, a pour la première fois été utilisé en 1932 sur une carte à l'échelle 1:1 000 000 réalisée par l'Institut Géodésique Danois,. À cette époque, la région était occupée par la Norvège et a été rebaptisée terre d’Erik le Rouge (Eirik Raudes Terre, en vieux danois), mais la Cour permanente de justice internationale a statué contre la Norvège en 1933 et le pays scandinave a par la suite abandonné ses revendications,.
Myggbukta (en), localisée dans la partie sud de la terre du roi Christian X était une station météorologique et radio norvégien qui opérait dans la côte de façon intermittente au cours du XXe siècle,.

## Géographie
La terre du roi Christian X  s'étend au-dessus du Cercle arctique, entre le Scoresby Sound, au niveau du 70e parallèle nord, jusqu'au 77e parallèle nord, ou jusqu'au niveau du 75e parallèle nord,, ou jusqu'au 76e parallèle nord, selon les estimations. Cette région groenlandaise se développe sur une longueur totale de 400 miles du nord au sud. Son territoire est bordé par la terre du Roi Christian IX au sud, et par la terre du Roi Frédéric VIII de Terre au nord, et la calotte glaciaire du Groenland à l'ouest. L'ensemble de son territoire est inclus dans la zone du parc national du Nord-Est du Groenland,,,.
La région comprend les Stauning Alpes, les terres du Scoresby Sund, ainsi que les vastes étendues de glacier et fjord,  au nord-est du Groenland et situées entre la calotte glaciaire du Groenland la région ouest de l'empereur françois-Joseph Fjord et l'extrémité orientale de Wollaston Foreland dans la côte de la mer du Groenland,,.
La région est inhabitée, à l'exception des installations de recherche de Zackenberg, situées aux environs du massif de Zackenberg, ainsi que l'avant-poste militaire de Mestersvig,.